# Rok vdovy
Rok vdovy je česko-slovensko-chorvatský film režisérky Veroniky Liškové z roku 2024, její celovečerní debut. Scénář vychází ze stejnojmenných zápisků Zuzany Pokorné, které v letech 2014 a 2016 vyšly v týdeníku Respekt, a ve kterých autorka popisovala svoje emoce i byrokratické úkony, kterými musela projít po ztrátě manžela.
Film byl uveden na Varšavském mezinárodním filmovém festivalu.

## Výroba
Film se natáčel od července do prosince 2023. Natáčelo se např. na výstavišti v Lounech, v Masarykově nemocnici v Ústí nad Labem a v Bílině.

## Obsazení
| Pavla Beretová   | Petra  |
| Julie Šoucová    | dcera  |
| Zuzana Kronerová | tchyně |
| Tomáš Bambušek   |        |
| Lucie Žáčková    |        |

## Recenze
- crom, MovieZone.cz